# Nosophora conjunctalis
Nosophora conjunctalis là một loài bướm đêm trong họ Crambidae.